# Hrádek (Horka II)
Hrádek je osada, část obce Horka II v okrese Kutná Hora. Nachází se asi dva kilometry západně od Horek. Leží na pravém břehu vodní nádrže Švihov.
Hrádek leží v katastrálním území Hrádek nad Želivkou o rozloze 0,73 km².

## Historie
První písemná zmínka o vesnici pochází z roku 1352.

## Fotogalerie

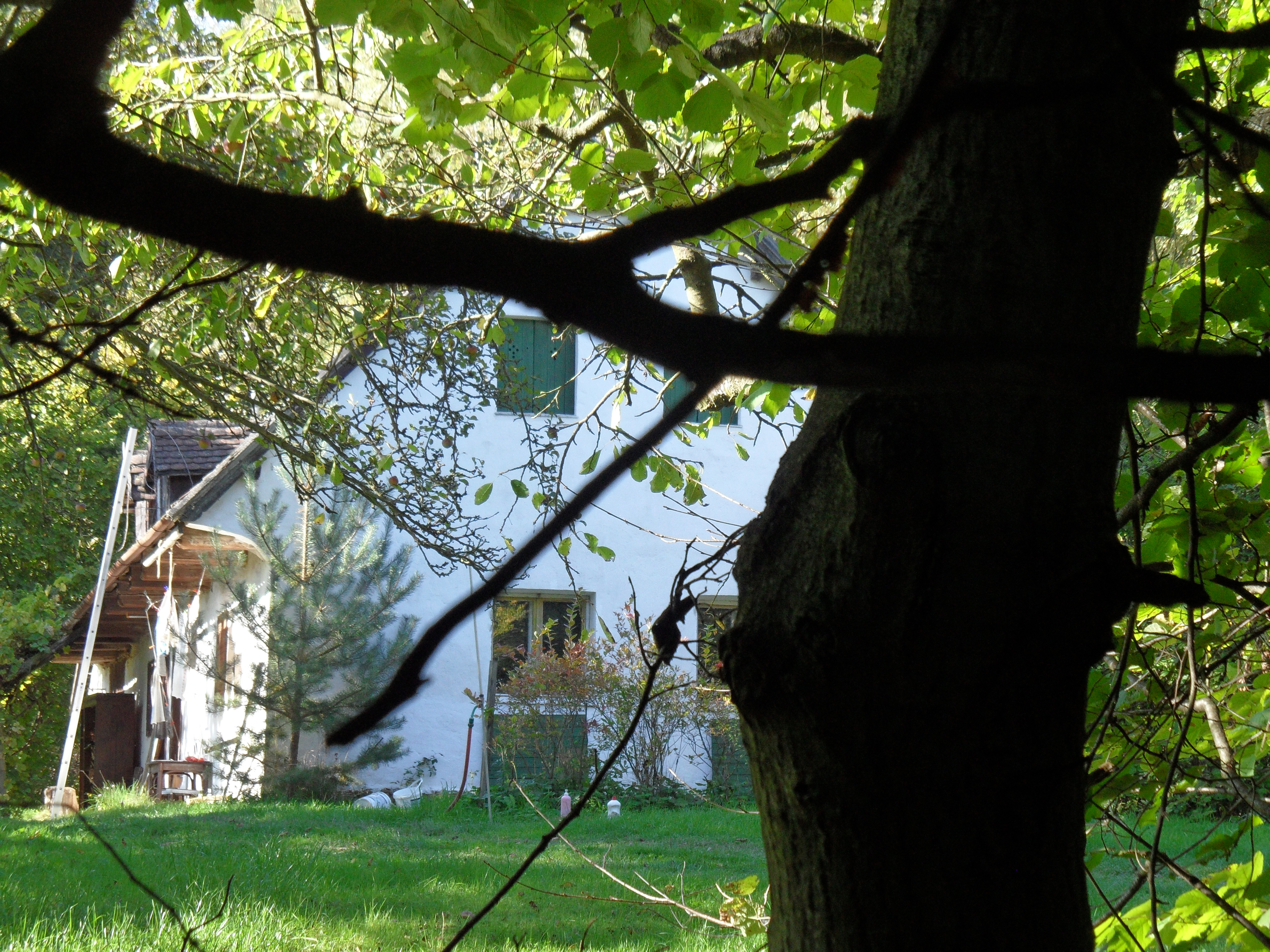
Dům skrytý v zahradě
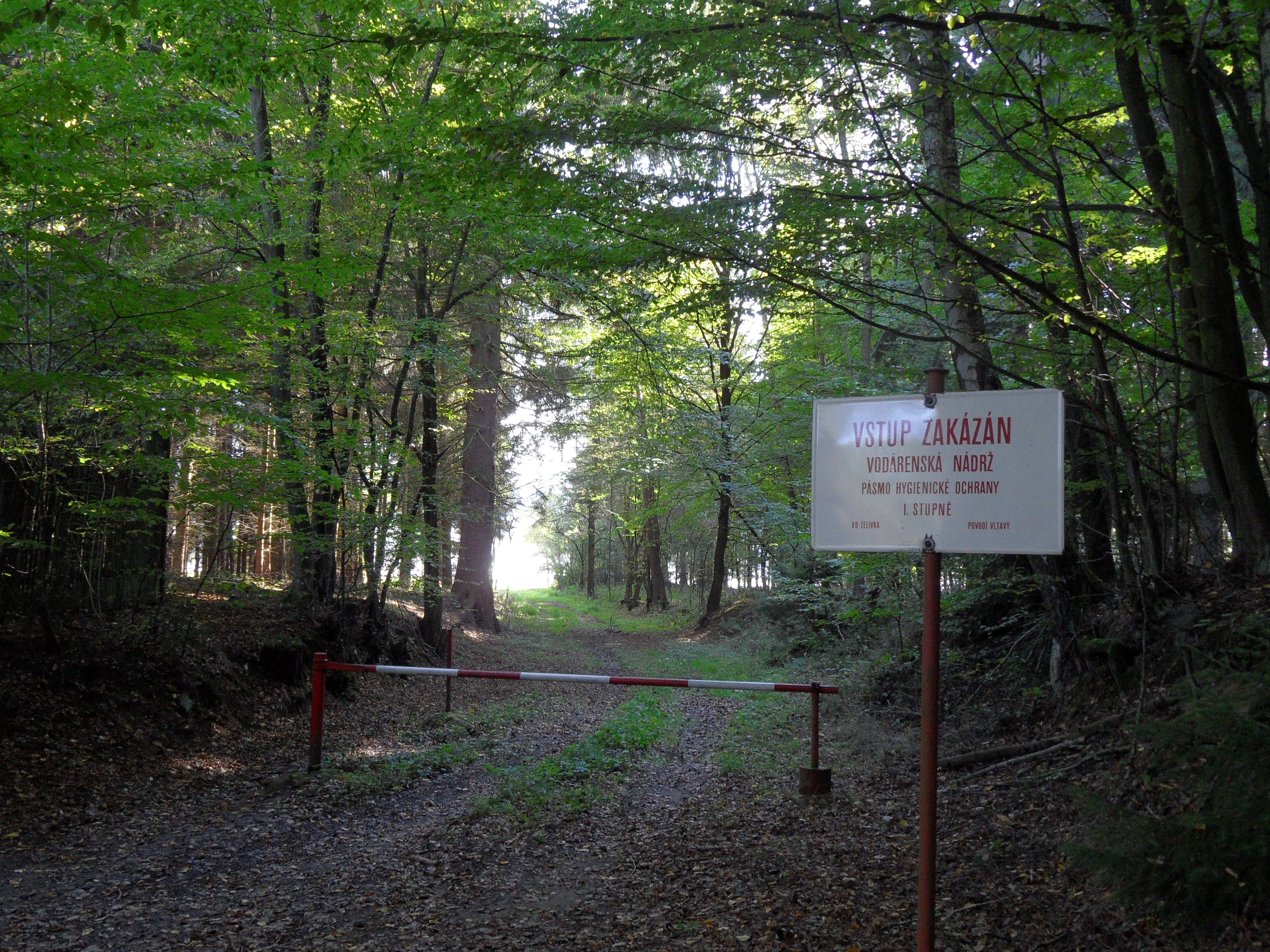
Ochranné pásmo začíná nedaleko
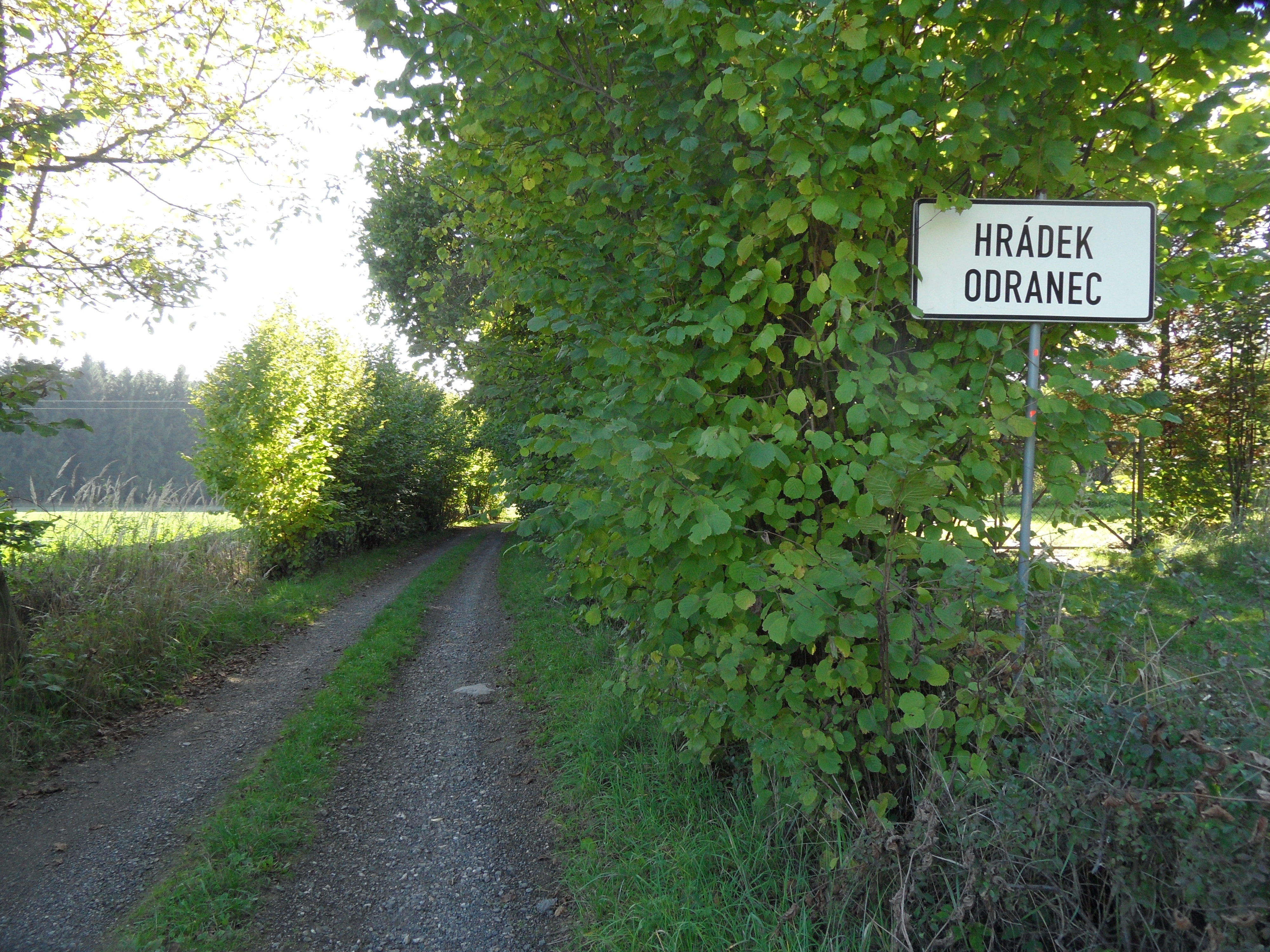
Neplatný název obce
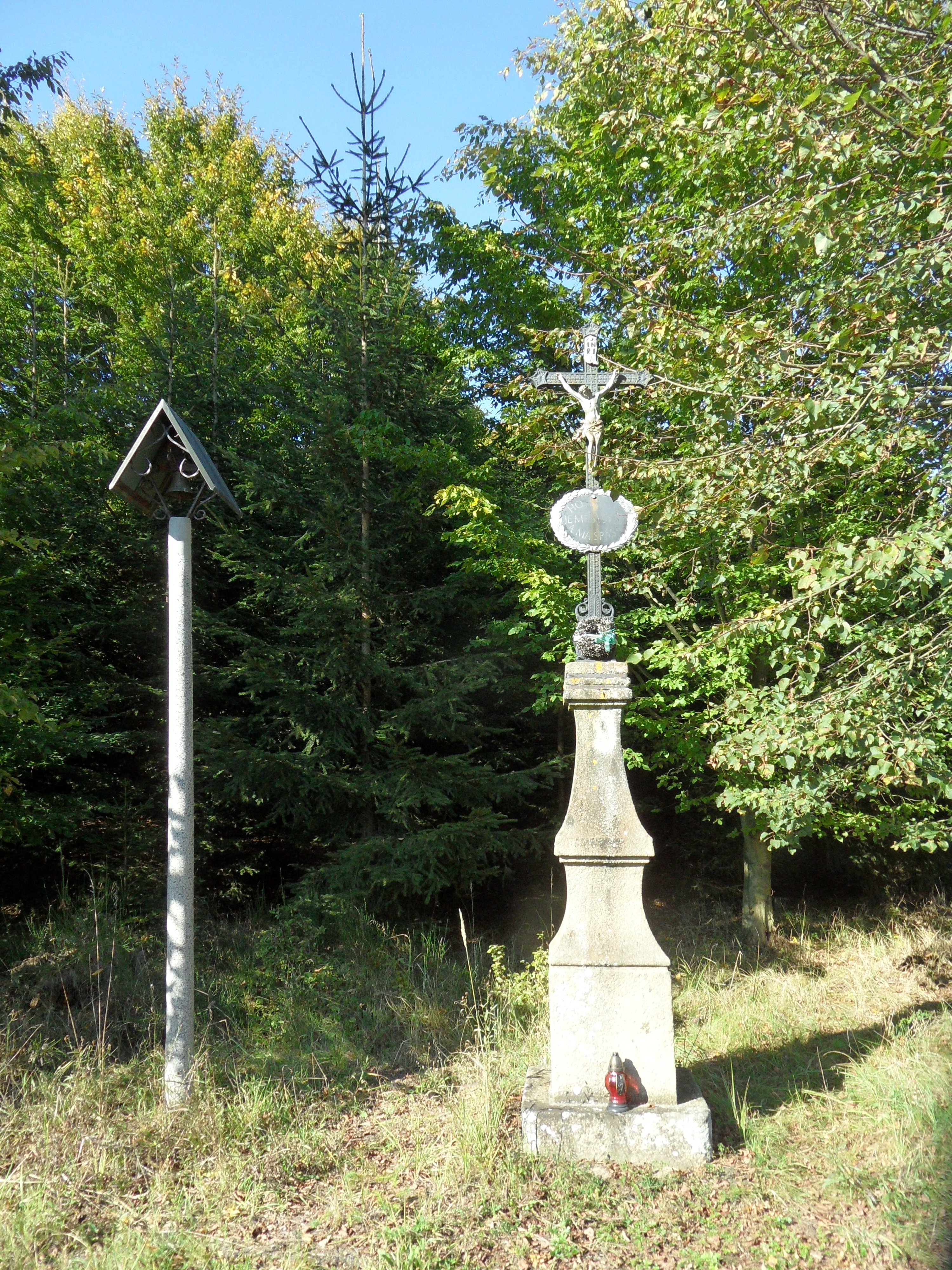
Zvonička a křížek